# Duhokdam

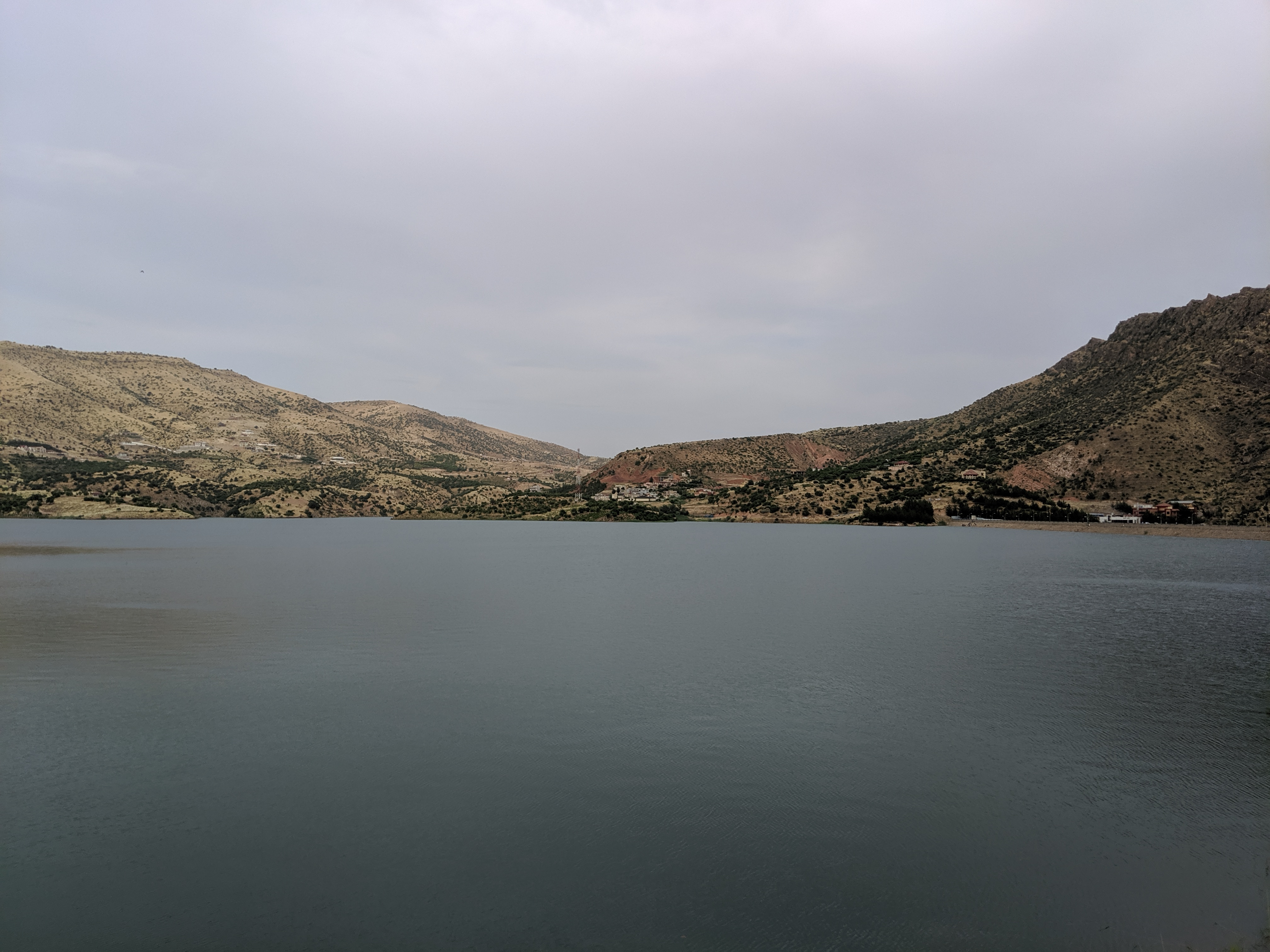
Duhokdam

De Duhokdam is een stuwdam in de Duhokrivier ten noorden van Duhok in het gouvernement Duhok in Noord-Irak. De dam werd voltooid in 1988 en heeft als belangrijkste functie om water voor irrigatie aan te leveren. Hij is 60 meter hoog en 600 meter lang. De noodoverlaat van de dam heeft een maximumcapaciteit van 81 m3/s. Het stuwmeer heeft een capaciteit van 0,052 km³ en is maximaal 4 km lang en 1,7 km breed.

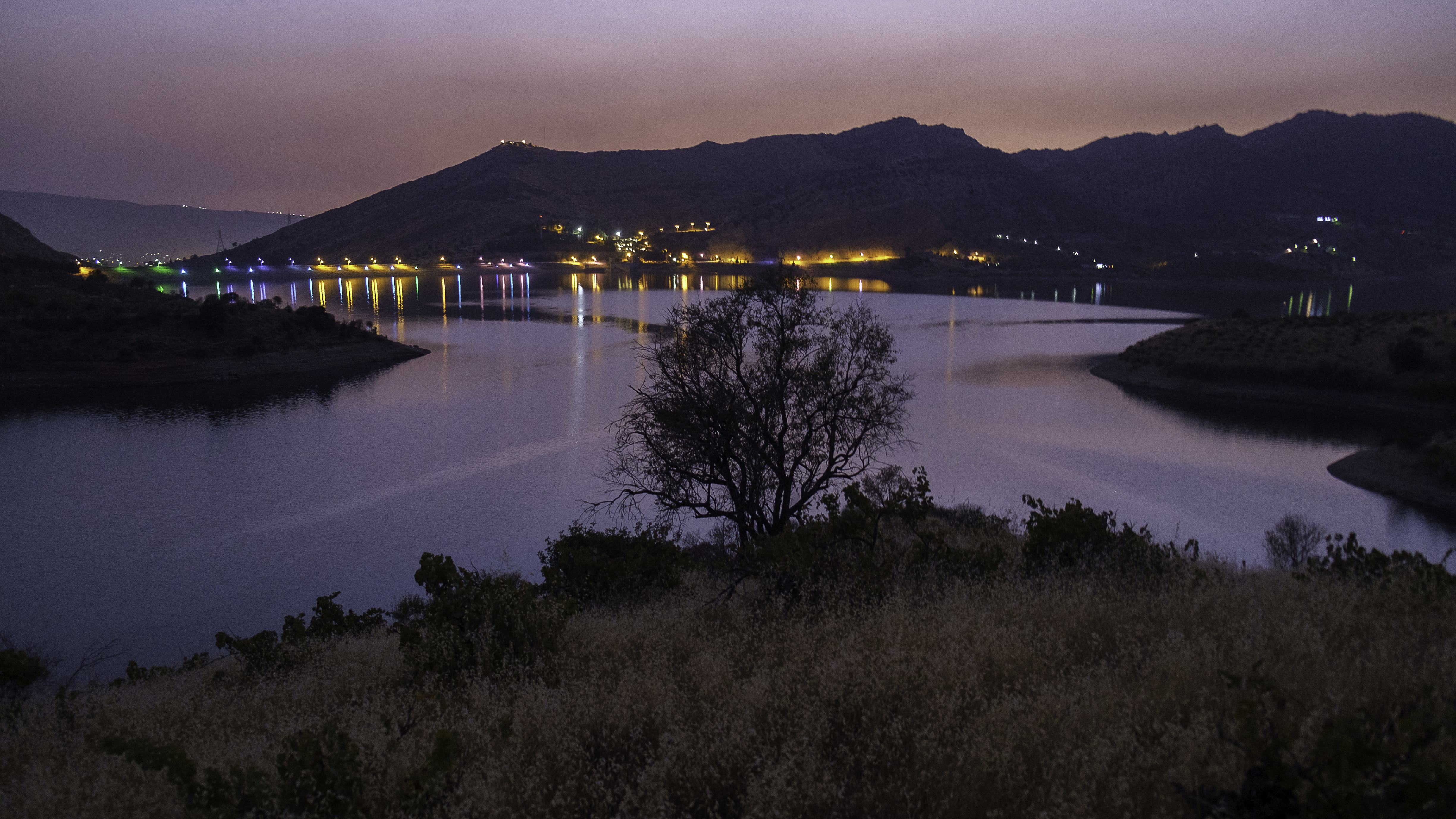
Het Duhokmeer met links op de achtergrond de Duhokdam